# Enriqueta de Savoia-Villars
Enriqueta de Savoia-Villars (en francès Henriette de Savoie-Villars) nascuda el 1541 i morta a Soissons (França) el 14 d'octubre de 1611, era una noble francesa, de la  Casa de Savoia, filla del marquès de Villars Honorat II de Savoia (1511-1580) i de la vescomtessa Joana Francesca de Foix (1520-1542).

## Matrimoni i fills
El 26 de juny de 1568 es va casar amb Melcior de Prez (1540-1572), senyor de Montpezat, amb qui va tenir dues filles: Gabriela i Magdalena.
Havent enviudat, el 6 d'agost de 1576 es va casar amb el duc de Mayenne Carles de Lorena (1554-1611), fill del duc de Guise Francesc I (1519-1563) i d'Ana d'Este (1531-1607). El matrimoni va tenir quatre fills:
- Enric (1578-1621).
- Carles Manuel (1581-1609).
- Caterina (1585-1618), casada amb Carles I Gonzaga-Nevers (1580-1637).
- Renata, morta el 1638), casada amb Marius II Sforza (1594-1658).